# LG 스타일러스 2
 LG 스타일러스 2는 LG전자가 2016년 4월 10일 출시한 태릿 보급형 스마트폰이다. 2015년 출시한 G 스타일로와 거의 비슷한 기종이지만 램이 1.5GB에서 2GB로 늘어나고 카메라 성능이 향상되었다.

## 운영 체제 / 소프트웨어

### 안드로이드 6.0.1 마시멜로
스타일러스 2는 6.0 (마시멜로)을 적용하여 출시되었다.

### 안드로이드 7.0 누가
스타일러스 2는 2016년 12월 25일을 기준으로 7.0 누가로 공식 업데이트되었다.

## 특수 기능

### 제스쳐 샷
전면 카메라에서 촬영 버튼을 길게 누르거나 주먹을 빠르게 두 번 쥐면 약 2초 간격으로 사진 4장을 연속 촬영할 수 있다. 최대 1.5m까지 사용가능하다.
- 제스쳐 (주먹) 1번 : 1장
- 제스쳐 (주먹) 2번 : 4장 연속 (약 2초 간격)

### 팝 메모
폰에 내장된 펜을 빼면 바로 팝메모 메뉴들이 형성되며, 캡처/팝메모 등등 실행할 수 있다.

### 팝 스캐너
문서 촬영 시 문서영역을 인식해서 반듯하게 스캔하는 기능이다.

### 펜 지킴이
펜을 뽑힌 상태에서 일정 기간 이동하면 팝업 알림이 뜨는 기능이다. 삼성 갤럭시 노트 시리즈에도 들어가는 기능이다.

## 스타일러스 펜
기존 G 스타일로에 들어간 것과 비슷하지만 기존의 러버듐에서 나노 코팅된 섬유 재질로 재질이 변경되었다.

## 액세서리

### QUICK COVER 케이스
오른쪽 테두리 부분을 뚫고 반투명 플라스틱으로 통해 시간, 요일, 날씨, 애플리케이션 알림 등의 정보를 받거나 전화 수신이 되는 케이스이다. 색상은 본체 색상에 맞게 블랙과 화이트가 있다. K10의 그것과 거의 동일하다.

## 색상
- 티탄
- 화이트
- 브라운 (대한민국 미출시)